# La Loubécoise
La Loubécoise is een Belgisch bier. Het bier wordt gebrouwen door Brasserie d'Ecaussinnes te Écaussinnes.
La Loubécoise is een donker bier van hoge gisting met een alcoholpercentage van 8%. Het is zoet bier waaraan esdoornsiroop is toegevoegd. Het bier wordt in Brasserie d’Ecaussinnes gebrouwen sinds 2004.